# 珍珠荚蒾
珍珠荚蒾（学名：Viburnum foetidum var. ceanothoides）为忍冬科荚蒾属下的一个变种。